# بیروت
بِیروت (به عربی: بيروت؛ آوایش: بَیْروت، به فرانسوی: Beyrouth‎)، بزرگ‌ترین شهر و پایتخت لبنان، از بندرهای برجستهٔ شرق دریای مدیترانه است که در شبه جزیره‌ ای از کوه‌پایه‌های لبنان در میانگاه کشور جای گرفته. بیروت از مراکز مهم فرهنگی در شرق جهان عربی است، شهری کهن و باستانی است که نامش در لوحه‌های عمارنه یاد شده و از سدهٔ پنجم پیش از میلاد سکونت‌پذیر است.

بیروت، مرکز بازرگانی برجستهٔ فینیقی‌ها بوده‌است. در دوران باستان، در عصر امپراتوری‌های سلوکیان، رومیان و بیزانس شکوفا شد و رشد یافت. ۶۲۵ فتح اسلامی به آن درآمد، در ۱۱۱۰ در جنگ‌های صلیبی سقوط کرد و به سال ۱۲۹۱ در گسترهٔ پادشاهی اورشلیم جای گرفت. در هنگام فرمانروایی عثمانی، دُروزی‌ها بر آن چیره بودند. از ۱۸۳۲ تا ۱۸۴۱ در فرمان خاندان محمد علی (محمدعلی و ابراهیم پاشا) بود و بازسازی شد. از ۱۹۱۸ تا ۱۹۴۴، زیر سرپرستی فرانسه اداره می‌شد و پس از پایان جنگ جهانی دوم و استقلال لبنان، برنامه‌های نوسازی و آبادانی بیروت انجام گرفت. در پی جنگ داخلی لبنان (۱۹۷۵–۱۹۹۰) بسیاری از زیرساخت‌ها و سازه‌های آن ویران گشت و از برجستگی‌اش در شاخه‌های گوناگون کاسته شد. در ۱۹۸۲ به محاصرهٔ اسرائیل درآمد. در سال ۱۹۹۰ درگیری‌ها در بیروت پایان یافت و بخش‌بندی شهر به شرقی-غربی برچیده گشت. در دهه ۱۹۹۰، برنامه‌های بازسازی و نوین‌سازی بیروت از سوی دولت رفیق حریری انجام پذیرفت و در سال ۲۰۰۵، نیروهای سوریه از چیرگی بر لبنان و بیروت درآمدند.
منطقهٔ کلان بیروت، دربرگیرندهٔ شهر و حومهٔ آن در سال ۲۰۱۲، ۲٬۰۶۳٬۳۶۳ نفر جمعیّت داشت. نخستین اشاراتِ تاریخی به این منطقه، در نامه‌های تل العمارنه از مصر باستان پیدا شده که مربوط به سدهٔ ۱۵ پیش از میلاد است. از آن تاریخ، بیروت سکونت پذیر بوده‌است و از فرهنگ‌های گوناگون اثرهای مهم بر جای دارد.

## تاریخ
اولین بار در نامه‌های باستانی مصری، تل العمارنا، متعلق به قرن پانزده پیش از میلاد نام برده شده و پس از آن نیز به‌طور متمادی منطقه‌ای مسکونی بوده‌است.
بیروت از قدیمی‌ترین شهرهای خاورمیانه به‌شمار می‌آید. آثار مهمی از دوره‌های مصری، فنیقی، یونانی، رومی، بیزانسی، ایرانی و عثمانی در این شهر کشف شده‌است. در زمان فنیقی‌ها بندری در سواحل فنیقیه بوده که از آن با نام بروتا در کتیبه‌های تل العَمارنه یاد شده‌است. در این عهد بیروت شهر کوچکی بود که شهر معروف بیبلوس (جُبیل امروزی) آن را تحت‌الشعاع قرار داده بود.
در حدود ۲۰۰ پیش از میلاد، آنتیوخوس سوم بر بطلمیوس پنجم پیروز شده و بیروت را ضمیمه قلمرو سلوکی‌ها و سوریه کرد. با پیروزی مسلمانان، دوران تازه‌ای برای بیروت آغاز شد.

## سیاست
این شهر که روزگاری پاریس خاورمیانه خوانده می‌شد، در خلال جنگ‌های داخلی لبنان صدمات بسیاری دید. دولت پس از جنگ با بازسازی زیربنایی کشور روبرو بود.
پس از پیروزی نخست‌وزیر رفیق حریری در انتخابات ۱۹۹۲، وی برنامهٔ ۱۴ میلیارد دلاری بازسازی کشور، هوریزون ۲۰۰۰، را آغاز کرد.
این برنامه بر بازسازی بیروت تا تبدیل آن به مرکز اقتصادی خاورمیانه استوار است.

## مناطق
ضاحیه از مناطق شیعه‌نشین حاشیه جنوب بیروت است.

## جاذبه‌های گردشگری بیروت
روشه یا صخره‌های کبوتر.

حمام‌های رومی.

موزه ملی بیروت.

پلیس د مارتیرس.

غار جعیتا. موزه سورساک.

غواصی در دریا.

مرکز هنری بیروت.

پرواز با بالون در آسمان بیروت.

## شهرهای خواهر

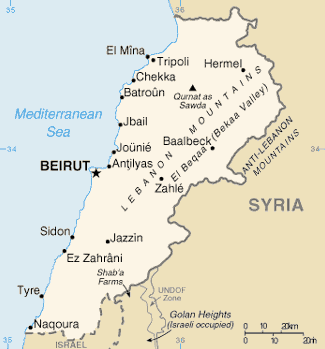
نقشهٔ لبنان

| - - ریاض - - آتن - - البیضاء - - بوینس آیرس - - دبی - - برست - - استراسبورگ - - لیون - - مارسی - - ایروان | - - کراچی - - فلورانس - - مکزیکو سیتی - - سائوپائولو - - دمشق - - مسکو - - کبک - - بغداد - - عمان | - - نیکوزیا - - لس آنجلس - - استانبول - - قاهره - - اسکندریه - - سبلیت - - زاگرب - - بوگوتا - - اصفهان - کویت |